# مجتبی زارعی
مجتبی زارعی (۱ اسفند ۱۳۶۱ در مرودشت) بازیکن سابق تیم فوتبال باشگاه پرسپولیس که در پست مهاجم در لیگ برتر خلیج فارس بازی می‌کرد و سابقه بازی برای تیم ملی فوتبال ایران را دارد.

## سوابق ملی
تیم‌ ملی فوتبال
زارعی در سال ۲۰۰۹ تا ۲۰۱۰ به اردو های تیم ملی فوتبال ایران دعوت می شد و دو بازی ملی در کارنامه دارد.

## دوران باشگاهی
مقاومت سپاسی
زارعی سه فصل را در باشگاه فوتبال مقاومت سپاسی سپری کرد.
راه آهن
پس از آن یک فصل را باشگاه فوتبال راه‌آهن پشت سر گذاشت .
پرسپولیس
مورد علاقه مقامات باشگاه فوتبال پرسپولیس قرار گرفت با قراردادی دو ساله به این تیم پیوست.

### آمار
| فصل                | تیم                | بازی | گل |
| ------------------ | ------------------ | ---- | -- |
| ۱۳۸۴–۱۳۸۵          | مقاومت سپاسی       | ۱۷   | ۲  |
| ۱۳۸۵–۱۳۸۶          | مقاومت سپاسی       | ۱۵   | ۱  |
| ۱۳۸۶–۱۳۸۷          | مقاومت سپاسی       | ۲۸   | ۲  |
| مجموع مقاومت سپاسی | مجموع مقاومت سپاسی | ۶۰   | ۵  |
| ۱۳۸۷–۱۳۸۸          | راه‌آهن             | ۳۲   | ۸  |
| مجموع راه‌آهن       | مجموع راه‌آهن       | ۳۲   | ۸  |
| ۱۳۸۸–۱۳۸۹          | پرسپولیس           | ۳۰   | ۲  |
| ۱۳۸۹–۱۳۹۰          | پرسپولیس           | ۱۱   | ۰  |
| مجموع پرسپولیس     | مجموع پرسپولیس     | ۴۱   | ۲  |

## افتخارات
- جام حذفی
  - ۸۷–۸۸ نایب قهرمانی با راه‌آهن
  - ۸۹–۸۸ قهرمانی با پرسپولیس